# Asplenium javorkae
Asplenium javorkae är en svartbräkenväxtart. Asplenium javorkae ingår i släktet Asplenium och familjen Aspleniaceae.

## Underarter
Arten delas in i följande underarter:
- A. j. eglii
- A. j. gibbonsiorum
- A. j. javorkae